# Sylvain Kastendeuch
Sylvain Kastendeuch (født 31. august 1963 i Hayange, Frankrig) er en tidligere fransk fodboldspiller (forsvarer).
Kastendeuch tilbragte hele sin karriere i hjemlandet, hvor han primært var tilknyttet FC Metz. Han spillede hele 16 sæsoner og over 400 ligakampe for Lorraine-klubben, og var med til at sikre klubben den franske pokaltitel i 1988. Udover tiden hos Metz var han også tilknyttet Red Star, Saint-Étienne og Toulouse FC.
Kastendeuch spillede desuden ni kampe for Frankrigs landshold. Hans første landskamp var et opgør mod Østtyskland 18. november 1987, hans sidste en venskabskamp mod Irland 7. februar 1989.

## Titler
Coupe de France
- 1988 med FC Metz